# Medetera tuberculata
Medetera tuberculata är en tvåvingeart som beskrevs av Negrobov 1977. Medetera tuberculata ingår i släktet Medetera och familjen styltflugor. Inga underarter finns listade i Catalogue of Life.